# Tromanale
Die Tromanale war ein Underground-Independent-Filmfestival, das in den Jahren 2005 und 2006 parallel zur Berlinale stattfand. Die Teilnahme und der Eintritt zum Festival waren gratis. Während des Filmfestivals fanden ebenso Workshops, Live-Shows, Live-Musik und diverse Filmvorführungen mit anschließender Preisverleihung statt. Das Festival war angelehnt an das Troma-Dance-Filmfestival, das parallel zum Sundance Film Festival lief. Der Chef von Troma, Lloyd Kaufman, stand für einen ganzen Tag auf der Tromanale zur Verfügung und hielt ebenfalls Workshops ab.

## Überblick
Das Festival wurde von StØrfan Sender organisiert und verlief 10 Tage nonstop von Beginn bis zum Ende der Berlinale. Im Rahmen des Festivals wurden kleine Paraden organisiert, die während der Berlinale in der Nähe des Roten Teppichs stattfanden, um die Tromanale selbst zu promoten, sowie etwas Aufmerksamkeit auf die Undergroundfilmszene zu erregen. Als Festival-Preis wurde der Tromanale-Bär verliehen, der als Gegenstück zum Berlinale-Bären fungierte. Aufgrund der Länge des Festivals wurden sämtliche eingereichte Filme auf der Tromanale gezeigt, zuzüglich einzelne Filmblöcke, in denen ausschließlich Troma-Filme gezeigt wurden.

## Geschichte
2005 fand die Tromanale vom 10. bis zum 20. Februar in der c-base statt. 
Gewinner der Tromanale 2005 für den Besten Film war der Film "Die You Zombie Bastards!"  von Caleb Emerson.
2006 fand die sie vom 9. bis zum 19. Februar im obersten Stockwerk des Kunsthauses Tacheles statt. Der Gewinner der Tromanale 2006 für den besten Film war der Kurzfilm "Durch das Warten wachsen" von Ingo Schiller. Da das Tacheles eine größere Fläche bot, konnten abends die Filmvorführungen und die Live-Musik parallel stattfinden. 2006 standen den Gästen veganes Essen kostenlos zur Verfügung. Anschließend fand keine weitere Tromanale mehr statt. Zum einen waren die Kosten des Festivals zu hoch und zum anderen kam es zu rechtlichen Streitigkeiten mit der GEMA, da während des Filmfestivals Musik-Bands auftraten.